# (44217) Whittle
(44217) Whittle ist ein Asteroid des mittleren Hauptgürtels, der am 12. August 1998 vom australischen Amateurastronomen John Broughton am Reedy-Creek-Observatorium (IAU-Code 428) entdeckt wurde. Das Observatorium befindet sich im Ortsteil Reedy Creek der Stadt Gold Coast in Queensland.
Der Asteroid gehört zur Maria-Familie, einer nach (170) Maria benannten Gruppe von Asteroiden. Nach der SMASS-Klassifikation (Small Main-Belt Asteroid Spectroscopic Survey) wurde bei einer spektroskopischen Untersuchung von Gianluca Masi, Sergio Foglia und Richard P. Binzel bei (44217) Whittle von einer hellen Oberfläche ausgegangen, es könnte sich also, grob gesehen, um einen S-Asteroiden handeln.
Die Rotationsperiode von (44217) Whittle wurde am 9. und 10. Januar 2009 vom slowakischen Astronomen Adrián Galád mit dem 60-cm-Spiegelteleskop des Modra-Observatoriums der Comenius-Universität Bratislava in Modra untersucht. Der Asteroid befand sich im gleichen Bildausschnitt wie der Asteroid des äußeren Hauptgürtels aus der Eos-Familie (27204) 1999 CY74. Die beiden Asteroiden weisen eine so gut wie identische Amplitude der Lichtkurve und Rotationsperiode auf, die mit 9,7 (± 30 %) Stunden bestimmt wurde.
(44217) Whittle wurde am 19. Februar 2006 nach dem englischen Piloten Frank Whittle benannt, der neben Hans Joachim Pabst von Ohain als Erfinder des Strahltriebwerkes gilt.